# La Pacaudière
La Pacaudière je naselje in občina v jugovzhodnem francoskem departmaju Loire regije Rona-Alpe. Leta 2009 je naselje imelo 1.078 prebivalcev.

## Geografija
Kraj leži v pokrajini Forez 24 km severozahodno od Roanne.

## Uprava
La Pacaudière je sedež istoimenskega kantona, v katerega so poleg njegove vključene še občine Changy, Le Crozet, Sail-les-Bains, Saint-Bonnet-des-Quarts, Saint-Forgeux-Lespinasse, Saint-Martin-d'Estréaux, Urbise in Vivans s 4.368 prebivalci (v letu 2010).
Kanton La Pacaudière je sestavni del okrožja Roanne.

## Zanimivosti
- cerkev Vnebovzetja;